# Подземелье ведьм
«Подземелье ведьм» — советско-чехословацкий научно-фантастический фильм 1990 года по одноимённой повести Кира Булычёва.
В традиционном опросе о лучших фильмах по версии журнала «Советский экран» фильм занял третье место после документального фильма «Так жить нельзя» и фильма-концерта «Ха! Ха! Хазанов».

## Сюжет
Будущее. Экспедиция землян-исследователей прилетает на далекую планету Эвур (Эволюционный урод), напоминающую Землю, с биосферой, близкой к земной, и неотличимыми от землян аборигенами, находящимися на стадии первобытного общества. Здесь много странностей, например, высшие млекопитающие соседствуют с невымершими крупными рептилиями типа динозавров, а вождь дикарей Октин-Хаш сражается стальным мечом, хотя местной цивилизации железо неизвестно.
После вероломного нападения племени Октин-Хаша на базу землян в живых остаются только инспектор-этнолог Андрей Брюс и лингвист Жан, взятые в плен. Дикари отводят Жана на берег реки, к Святилищу Ведьм, где его забирают с собой таинственные существа в чёрном. Андрей же бежит из плена, и с помощью девушки-аборигенки Биллегурри (Белогурочки) отправляется спасать друга. Героям предстоит пережить много опасностей, чтобы в конце концов найти разгадку многочисленных тайн, связанных со странной планетой, и узнать о беспрецедентном эксперименте по объединению различных эпох времени, некогда поставленном здесь высокоразвитыми инопланетянами, которые пали жертвой амбиций дикарского вождя.

## В ролях
- Сергей Жигунов — Андрей Брюс, инспектор  (озвучил Владимир Антоник)
- Марина Левтова — Биллегурри (Белогурочка) — дочь и наследница вождя дружественного Земле племени
- Николай Караченцов — Жан Лемот, этнограф, переводчик
- Дмитрий Певцов — Октин-Хаш, вождь дикарей
- Игорь Ясулович — Конрад Жмуда, этнограф
- Жанна Прохоренко — Ингрид Хан, фельдшер
- Владимир Талашко — Аксель, этнограф
- Сергей Быстрицкий — брат Белогурочки, астронавт Крылов
- Анатолий Мамбетов — Немой
- Леонид Громов — Колдун
- Виллор Кузнецов — Белый Волк
- Наталья Каменская — Ведьма
- Леонид Филаткин — У-Уш, последний неандерталец
- Вячеслав Ковальков — Сигемицу, астронавт
- Андрей Леонов — второй пилот

## Создание фильма
По словам режиссёра Юрия Мороза, главные темы его фильма — поиск взаимопонимания между людьми разных эпох и опасность оружия, которое может попасть в руки тому, кто не понимает его разрушительной силы. Режиссёр признавал, что опирается на работы кинематографистов США.
Комбинированные съёмки прошли в павильоне на студии «Баррандов», а древние животные и оружие будущего были изготовлены кооперативами.
Натурные съёмки фильма проходили летом 1989 года в Крыму: в окрестностях Коктебеля — Тихая бухта, склоны хребта Кучук-Янышар (битва между племенами), у подножия Белой скалы у Белогорска (лаборатория и база землян), в пещерном городе Эски-Кермен (поселение племени Белого волка) и на искусственном озере возле Мангуп-Кале (стоянка Октина Хаша).
Автором сценария выступил Кир Булычёв. По слухам, он же должен был исполнить роль Конрада Жмуды, однако сам Булычёв это категорически опроверг.
Над созданием характерной речи и языка аборигенов планеты и дикарей вместе с киногруппой работал указанный в титрах фильма профессор лингвистики Л. Х. Минц (Лев Христофорович Минц) — в действительности Лев Миронович Минц, этнограф, журналист редакции журнала «Вокруг Света» издательства «Молодая Гвардия» ЦК ВЛКСМ и «по совместительству» — персонаж некоторых произведений Кира Булычёва.

## Критика
Критики А. Киселёв, П. Смирнов, Н. Ртищева обвинили фильм во вторичности по отношению к западной продукции и в плохих спецэффектах. В читательских письмах, опубликованных в журнале «Экран», встречались как положительные, так и отрицательные отклики на фильм. По мнению А. В. Щербака-Жукова, Октин-Хаш в исполнении Дмитрия Певцова выглядит и ведёт себя как чеченский полевой командир из будущей телехроники.